# Александар Бељајев
Александар Романович Бељајев (рус. Алекса́ндр Рома́нович Беля́ев, Смоленск, 16. март 1884 — Пушкин, 6. јануар 1942) био је руски и совјетски књижевник и правник.

### Истакнути романи
- Глава професора Доуела (кратка прича - 1924, роман - 1937), Њујорк, Макмилан, 1980.  0-02-508370-8
- Господар света (1926)
- Острво бродолома (1926) Издавач: независна издавачка платформа, 2012.  1480000310
- Амфибијски човек, 1928, Москва, 1986.  5-05-000659-7
- Последњи човек из Атлантиде, 1926
- Битка у етеру, 1928; 1. издање под називом "Радиополис" - 1927
- Вечни хлеб, 1928
- Човек који је изгубио лице, 1929
- Продавац ваздуха, 1929
- Хоицхи-Тоицхи, 1930
- Скок у ништа, 1933
- Дивно око, 1935
- Ваздухоплов, 1935
- Звезда КЕЦ, 1936
- Лабораторија Дублве, 1938
- Човек који је пронашао своје лице, 1940
- Ариел, 1941

### Уређене антологије
- Гост из свемира (2001)